# LUNA SEA
LUNA SEA(루나 시)는 일본의 록 밴드이다. 1989년에 현 멤버로 결성되었으며, 1992년 메이저 데뷔. 2000년에 종막을 선언하고 활동을 중단했다가 2010년에 활동을 재개하였다.

## 데뷔
1986년 제이와 이노란이 결성한 밴드 LUNA SEA는 1989년 신야와 스기조를 영입, 후에 류이치를 영입해 지금의 멤버를 구성하고 그 해 5월 29일 활동을 시작한다. 히데와의 만남으로 인디즈로 데뷔 한 LUNA SEA는, 이때 요시키와 히데에 이끌려 엑스터시 레코드에서 1991년 4월에 첫 번째 인디즈 앨범 LUNA SEA를 발매한다.

## 멤버
- 류이치 (RYUICHI 카와무라 류이치): 보컬
- 스기조 (SUGIZO): 기타 & 바이올린
- 이노란 (INORAN): 기타
- J: 베이스
- 신야 (真矢): 드럼 & 타악기

멤버 전원이 작사와 작곡을 동반 해, 초기의 작품 이외는 모두 작사와 작곡을 LUNA SEA로 표기하고 있다.
원곡이 되는 곡은 개인이 작곡하지만, 그것을 바탕으로 멤버 전원이 곡을 수정하는 방법 (잼 세션)을 취하고 있기 때문이며, 또한 수익금 등의 권리를 공평하게 한다고 하는 의미도 있다.
팬들을 SLAVE라고 부르고 있으며, 제 6의 멤버라 말하고 있다. SLAVE는 오피셜 팬클럽의 명칭이기도 해, 팬클럽 SLAVE는 LUNA SEA가 종막 이후 무기한 활동 휴지를 선언했을 당시에도 꾸준히 유지, 현재도 활동하고 있다.

## 밴드 명
LUNA SEA (LUNA SEA)는 '달과 바다'라고 하는 의미이며 (LUNA는 라틴어 SEA는 영어다), LUNA SEA가 가지는 환상적인 이미지를 잘 표현하고 있다. 중국에서는 '月之海'라 부르고 있다. 인디즈 시절에는 광기라고 하는 의미의 'LUNACY'라고 했다. 메이저로의 활동을 시작한 멤버들은, 하나의 의미에만 얽매이지 않고 넓게 생각 하겠다는 의미로부터, ∼CY를 ∼SEA로 변경한 'LUNA SEA'라고 하는 이름으로 변경했다. 이것은 J의 제안에 의한 것이다.
또, 2000년에 발매된 'LUNACY' 앨범은 LUNA SEA의 인디즈 시절 밴드 명이었다. 이는 초심으로 돌아가자는 의미를 담고 있다.

## 에피소드
- 오리지널 앨범의 레코딩에서는 우선 최초로 곡 순서를 결정한다. 이것은 특별히 신야의 희망에 의한 것이라고 한다.
- 스기조와 신야, 이노란과 제이는 각각 같은 고등학교에 다니고 있었지만, 신야 이외의 3명은 중학교도 같은 곳이었다.
- 이노란과 제이에게 있어서는 첫 밴드이다.
- 가끔 LUNACY (LUNA SEA의 인디시절 명칭)의 서포트로 활동하던 신야가 이노란과 제이에게 정식 가입을 제의받았을 때, 「스기조도 함께가 아니면 싫다」고 했기 때문에 LUNACY는 트윈 기타 체제가 되었다. 참고로 이노란이 유일하게 기타 솔로를 연주하고 있는 악곡은 「もう死んだふりさせない」라는 제목의 미음원화된 곡이다. 그 이후에는 본래의 성격이나 기호도 있어 모든 악곡에서 스기조가 기타 솔로를 전담하고 있다.
- 류이치가 LUNACY의 라이브를 보고 충격을 받아 인사에 갔을 때 선물로서 가져 간 것은 미스터 도넛 2개였다.
- 인디즈 시대에는 돈이 없었기 때문에 스기조의 친가나 신야의 아르바이트 장소의 스튜디오가 연습장소였다.
- 엑스타시 레코드의 일원으로서 젊었을때는 자주 술을 마시고 난동을 부려 (특히 스기조와 제이), 그 소행은 오오시마 아키라미의「ゆばまんがしら」,「록큰롤 일기」, 이치카와 테츠후미의 「음주일기」 등에 자세하게 기록되고 있다.
- 히데와는 공적으로나 사적으로나 특히 사이가 좋고, 스기조와 신야는 1991년 X의 파워 스테이션 3 days 1일째였던 「X와 동료들」에 「JAZVA」로서 공동 출연, INORAN와 J는 컴필레이션 앨범 「DANCE 2 NOISE 004」에서 히데와「MxAxSxS」를 결성해 「FROZEN BUG」를 음원으로서 남기고 있다. 류이치는 히데의 싱글 「TELL ME」의 커플링 「SCANNER」에 참가하고 있다. 후에 「SCANNER」는 「hide TRIBUTE SPIRITS」에 LUNA SEA로써 트리뷰트되고 있다.
- AION의 앨범 「AIONISM」(1991년 BMG 빅터)에 멤버 전원이 코러스에서 참가.
- 제이(J)의 이름의 유래는 본명이 「준 (潤)」인 제이가 소년시절 재미삼아 짰던 밴드의 멤버 중에「준」이라는 이름의 멤버가 있었기 때문에, 구별을 위해 「J」라고 부르게 된 것이 계기.
- 1998년의 주간 소년 매거진 48호와 49호에, 후지사키 료지에 의해 LUNA SEA가 만화화되었다.
- 하룻밤 한정의 부활 라이브가 발표된 2007년 8월 28일은 개기월식이며, 부활 라이브가 개최된 2007년 12월 24일은 만월이었다.

## LUNA SEA의 영향을받은 뮤지션
실로 많은 비주얼계 밴드 나 아티스트가 LUNA SEA의 영향을 받고있다. 또한 비주얼계 이외의 밴드에도지지가 있다.
| - MIYAVI - L'Arc~en~Ciel - GLAY - SID - Λucifer - Chatmonchy - DuelJewel | - MUCC - Alice Nine - NIGHTMARE - Ling Tosite Sigure - Fear, and Loathing in Las Vegas - 9mm Parabellum Bullet - Kra | - the GazettE - DIR EN GREY - Versailles - Galneryus - coldrain - SIAM SHADE - NoGoD |

## 발매작 목록

### 앨범

#### 스튜디오 앨범
- 《LUNA SEA》 (1991년 4월 21일 - 인디즈 앨범 / 2011년 3월 16일 - 셀프커버 앨범, 1집)
- 《IMAGE》 (1992년 5월 21일, 2집)
- 《EDEN》 (1993년 4월 21일, 3집)
- 《MOTHER》 (1994년 10월 26일, 4집)
- 《STYLE》 (1996년 4월 22일, 5집)
- 《SHINE》 (1998년 7월 23일, 6집)
- 《LUNACY》 (2000년 7월 12일, 7집)
- 《A WILL》 (2013년 12월 11일, 8집)
- 《LUV》 (2017년 12월 20일, 9집)

#### 컴필레이션 앨범
- 《SINGLES》 (1997년 12월 17일)
- 《PERIOD ~THE BEST SELECTION~》 (2000년 12월 23일)
- 《another side of SINGLES II》 (2002년 3월 6일)
- 《SLOW》 (2005년 3월 23일)
- 《LUNA SEA COMPLETE BEST》 (2008년 3월 26일)
- 《LUNA SEA COMPLETE BEST -ASIA LIMITED EDITION- (1만장 한정반)》 (2013년 3월 27일)
- 《LUNA SEA 25th Anniversary Ultimate Best -THE ONE-》 (2014년 5월 28일)

#### 라이브 앨범
- 《NEVER SOLD OUT》 (1999년 5월 29일)
- 《LUNA SEA 3D IN LOS ANGELES》 (2011년 6월 1일)
- 《NEVER SOLD OUT 2》 (2014년 5월 28일)

### 싱글
- 《BELIEVE》 (1993년 2월 22일)
- 《IN MY DREAM (WITH SHIVER)》 (1993년 7월 21일)
- 《ROSIER》 (1994년 7월 21일)
- 《TRUE BLUE》 (1994년 9월 23일)
- 《MOTHER (Single Version)》 (1995년 2월 22일)
- 《DESIRE》 (1995년 11월 13일)
- 《END OF SORROW》 (1996년 3월 25일)
- 《IN SILENCE》 (1996년 7월 15일)
- 《STORM》 (1998년 4월 15일)
- 《SHINE》 (1998년 6월 3일)
- 《I for You》 (1998년 7월 1일)
- 《gravity》 (2000년 3월 29일)
- 《TONIGHT》 (2000년 5월 17일)
- 《LOVE SONG》 (2000년 11월 8일)
- 《THE ONE -crash to create-》(2012년 3월 21일)
- 《The End of the Dream / Rouge》(2012년 12월 21일)
- 《Thoughts》(2013년 8월 28일)
- 《乱》(2013년 11월 13일)
- 《Limit》(2016년 6월 22일)

#### 디지털 싱글
- 《PROMISE》 (2011년 4월 9일)

### 박스셋
- 《COMPLETE SINGLE BOX》 (2003년 12월 23일 - 완전 예약 생산 한정)
- 《COMPLETE ALBUM BOX》 (2004년 5월 29일 - 완전 예약 생산 한정)
- 《LUNA SEA 25th Anniversary "Ultimate Best THE ONE + NEVER SOLD OUT 2"》 (2014년 5월 28일)

### 트리뷰트 앨범
- 《LUNA SEA MEMORIAL COVER ALBUM -Re:Birth-》 (2007년 12월 19일)